# Badminton-Bundesliga 2016/17
Die Badminton-Bundesliga-Saison 2016/2017 war die 46. Spielzeit der Badminton-Bundesliga. Am Start waren zehn Mannschaften. Neu in dieser Saison war, dass sich die ersten beiden Mannschaften der Liga direkt für die neu eingeführten Final Four qualifizieren. Die Plätze 3 bis 6 spielten in einem Play-off die beiden verbliebenen Plätze zu den Final Four aus. Der Tabellenletzte stieg direkt in die 2. Bundesliga ab. Der Tabellenneunte spielte zusammen mit den beiden Aufsteigern aus der 2. Bundesliga Nord und Süd um den Verbleib in der 1. Bundesliga. Der Aufsteiger aus der 2. Bundesliga Nord FC Langenfeld gab nach dem 13. Spieltag seinen sofortigen Rückzug bekannt. Erstmals dabei war der Meister der TSV 1906 Freystadt. 
Ebenfalls neu war das komplette Wertungssystem. So wurden ab dieser Saison 7 Spiele absolviert (zwei Herrendoppel, ein Damendoppel, zwei Herreneinzel, ein Dameneinzel und ein Mixed). Ein Unentschieden entfiel somit. Für einen 7:0- bzw. 6:1-Sieg gab es nun 3 Punkte in der Tabelle. Ein 5:2- bzw. 4:3-Sieg brachte 2 Punkte und für eine 3:4-Niederlage gab es noch einen Punkt. Außerdem wurden drei Gewinnsätze bis 11 Punkte gespielt (maximal 15 Punkte). Damit sollte wieder mehr Spannung in die Liga gebracht werden.

## Hauptrunde
| Platz | Verein                    | Gespielt | Punkte | GEW | VER | Spiele | Sätze   | Spielpunkte |
| ----- | ------------------------- | -------- | ------ | --- | --- | ------ | ------- | ----------- |
| 1     | TV Refrath                | 16       | 37     | 14  | 2   | 81:31  | 268:136 | 4045:3274   |
| 2     | 1. BC Bischmisheim (M)    | 16       | 36     | 13  | 3   | 82:30  | 271:136 | 4121:3392   |
| 3     | 1. BC Düren               | 16       | 34     | 13  | 3   | 74:38  | 248:169 | 4025:3621   |
| 4     | TSV Trittau               | 16       | 20     | 8   | 8   | 54:58  | 198:213 | 3642:3912   |
| 5     | SC Union 08 Lüdinghausen  | 16       | 20     | 7   | 9   | 51:61  | 205:218 | 3818:3933   |
| 6     | 1. BV Mülheim             | 16       | 19     | 8   | 8   | 50:62  | 189:223 | 3739:3884   |
| 7     | 1. BC Beuel               | 16       | 17     | 5   | 11  | 48:64  | 197:233 | 3893:4017   |
| 8     | TSV 1906 Freystadt (N)    | 16       | 10     | 2   | 14  | 35:77  | 155:266 | 3576:4190   |
| 9     | TSV Neuhausen-Nymphenburg | 16       | 7      | 2   | 14  | 29:83  | 140:277 | 3517:4153   |
| 10    | FC Langenfeld (N)         | 0        | 0      | 0   | 0   | 0:0    | 0:0     | 0:0         |

## Playoff
Nach Abschluss der regulären Punktrunde wurde die Meisterschaft erstmals über die Final Four ausgespielt. Hierbei qualifizierten sich die ersten beiden der Hauptrunde direkt für die Final Four. Die Plätze 3 bis 6 spielten dabei in einem Play-off-Viertelfinale die beiden verbliebenen Plätze für die Final Four aus. Der Drittplatzierte trat dabei gegen den Sechstplatzierten an und der Viertplatzierte spielte gegen den Fünftplatzierten der Hauptrunde.

### Viertelfinale
| Datum      | Heim        | Gast                  | Ergebnis |
| ---------- | ----------- | --------------------- | -------- |
| 09.04.2017 | 1. BC Düren | 1. BV Mülheim         | 4:0      |
| 09.04.2017 | TSV Trittau | SC Union Lüdinghausen | 5:1      |

## Final Four
Beim erstmals ausgetragenen Final Four Event trafen am 13. und 14. Mai 2017 in der Waldhessenhalle in Bad Hersfeld die beiden bestplatzierten Teams der Hauptrunde auf die beiden Gewinner der Viertelfinal-Play-Offs. Im Halbfinale spielte der Hauptrundensieger gegen den rangniedrigeren der Play-off-Gewinner. Der Hauptrundenzweite traf auf den ranghöheren der Play-off-Gewinner. Der TV Refrath konnte sich im Finale mit einem 4:3-Sieg über den Vorjahresmeister 1. BC Bischmisheim den Meistertitel sichern.

### Halbfinale
| Datum      | Heim               | Gast        | Ergebnis |
| ---------- | ------------------ | ----------- | -------- |
| 13.05.2017 | 1. BC Bischmisheim | 1. BC Düren | 4:2      |
| 13.05.2017 | TV Refrath         | TSV Trittau | 4:2      |

### Spiel um Platz 3
| Datum      | Heim        | Gast        | Ergebnis |
| ---------- | ----------- | ----------- | -------- |
| 14.05.2017 | 1. BC Düren | TSV Trittau | 4:2      |

### Finale
| Datum      | Heim               | Gast       | Ergebnis |
| ---------- | ------------------ | ---------- | -------- |
| 14.05.2017 | 1. BC Bischmisheim | TV Refrath | 3:4      |

## Aufstiegsrunde zur 1. Bundesliga
Erstmals fand in diesem Jahr die Aufstiegsrunde zur 1. Bundesliga statt. Hierbei spielten die beiden Meister aus der 2. Bundesliga Nord und Süd mit dem Neuntplatzierten der Hauptrunde in einer Dreiergruppe gegeneinander. Der letzte in dieser Gruppe stieg in die 2. Bundesliga ab oder verblieb dort. Der Tabellenneunte der 1. Bundesliga, TSV Neuhausen-Nymphenburg, musste dabei gegen den Gewinner der 2. Bundesliga Nord (1. BC Wipperfeld), sowie gegen den Gewinner der 2. Bundesliga Süd (SV Fun-Ball Dortelweil) antreten. Die Aufstiegsrunde fand in der Sporthalle Mühlstraße in Goldbach statt.

### Begegnungen
| Datum         | Heim                      | Gast                      | Ergebnis |
| ------------- | ------------------------- | ------------------------- | -------- |
| 8. April 2017 | TSV Neuhausen-Nymphenburg | SV Fun-Ball Dortelweil    | 1:6      |
| 8. April 2017 | 1. BC Wipperfeld          | TSV Neuhausen-Nymphenburg | 6:1      |
| 9. April 2017 | SV Fun-Ball Dortelweil    | 1. BC Wipperfeld          | 1:6      |

### Tabelle
| Platz | Verein                    | Gespielt | Punkte | gew. | ver. | Spiele | Sätze | Spielpunkte |
| ----- | ------------------------- | -------- | ------ | ---- | ---- | ------ | ----- | ----------- |
| 1     | 1. BC Wipperfeld          | 2        | 6      | 2    | 0    | 12:2   | 39:18 | 580:491     |
| 2     | SV Fun-Ball Dortelweil    | 2        | 3      | 1    | 1    | 7:7    | 27:28 | 513:526     |
| 3     | TSV Neuhausen-Nymphenburg | 2        | 0      | 0    | 2    | 2:12   | 17:37 | 453:529     |